# Sundown (Texas)
Sundown è un centro abitato degli Stati Uniti d'America situato nella contea di Hockley dello Stato del Texas.
La popolazione era di 1.397 persone al censimento del 2010.

## Geografia fisica
Sundown è situata a 33°27′25″N 102°29′18″W (33.457018, -102.488283).
Secondo lo United States Census Bureau, ha un'area totale di 1,5 miglia quadrate (3,9 km²).

## Società

### Evoluzione demografica
Secondo il censimento del 2000, c'erano 1.505 persone, 500 nuclei familiari e 405 famiglie residenti nella città. La densità di popolazione era di 995,0 persone per miglio quadrato (384,8/km²). C'erano 575 unità abitative a una densità media di 380,1 per miglio quadrato (147,0/km²). La composizione etnica della città era formata dal 79,60% di bianchi, l'1,00% di afroamericani, lo 0,53% di nativi americani, lo 0,07% di asiatici, il 16,81% di altre razze, e l'1,99% di due o più etnie. Ispanici o latinos di qualunque razza erano il 39,34% della popolazione.
C'erano 500 nuclei familiari di cui il 43,6% aveva figli di età inferiore ai 18 anni, il 67,4% aveva coppie sposate conviventi, il 10,4% aveva un capofamiglia femmina senza marito, e il 18,8% erano non-famiglie. Il 18,2% di tutti i nuclei familiari erano individuali e l'8,6% aveva componenti con un'età di 65 anni o più che vivevano da soli. Il numero di componenti medio di un nucleo familiare era di 3,00 e quello di una famiglia era di 3,42.
La popolazione era composta dal 34,0% di persone sotto i 18 anni, l'8,3% di persone dai 18 ai 24 anni, il 27,4% di persone dai 25 ai 44 anni, il 18,8% di persone dai 45 ai 64 anni, e l'11,5% di persone di 65 anni o più. L'età media era di 32 anni. Per ogni 100 femmine c'erano 92,2 maschi. Per ogni 100 femmine dai 18 anni in giù, c'erano 95,5 maschi.
Il reddito medio di un nucleo familiare era di 33.413 dollari e quello di una famiglia era di 35.991 dollari. I maschi avevano un reddito medio di 30.714 dollari contro i 21.146 dollari delle femmine. Il reddito pro capite era di 13.783 dollari. Circa il 14,3% delle famiglie e il 16,5% della popolazione erano sotto la soglia di povertà, incluso il 20,3% di persone sotto i 18 anni e il 10,8% di persone di 65 anni o più.